# Monforte San Giorgio

Ubicació de Monforte San Giorgio dins de la província

Monforte San Giorgio (sicilià Munforti) és un municipi italià, dins de la ciutat metropolitana de Messina. L'any 2008 tenia 2.961 habitants. Limita amb els municipis de Fiumedinisi, Messina, Roccavaldina, Rometta, San Pier Niceto i Torregrotta.

## Administració
| Període | Identitat        | Partit        |
| ------- | ---------------- | ------------- |
| 2008-   | Antonino Romanzo | Llista cívica |